# Décimo Júnio Bruto Galaico
Décimo Júnio Bruto Galaico (em latim: Decimus Iunius Brutus Callaicus) foi um político da gente Júnia da República Romana eleito cônsul em 138 a.C. com Públio Cornélio Cipião Násica Serapião. Era filho de Marco Júnio Bruto, cônsul em 178 a.C., pai de Décimo Júnio Bruto, cônsul em 77 a.C., e avô de Marco Júnio Bruto, um dos assassinos de Júlio César. Seu agnome "Galaico" é resultado de seu sucesso na campanha de conquista dos galaicos, habitantes de uma região que depois foi chamada de Galécia, e hoje fica na Galiza e norte de Portugal.
Foi contemporâneo dos irmãos Graco e um dos mais importantes generais do partido aristocrático (os optimates).

## Consulado (138 a.C.)
Bruto foi eleito cônsul em 138 a.C. com Públio Cornélio Cipião Násica Serapião e se destacou em seu mandato pela vigorosa oposição que fez aos tribunos da plebe. Recusou-se a levar ao Senado uma proposta para comprar cereais para o povo romano. Durante seu consulado, Públio Cornélio Cipião Násica Serapião tentou vingar uma derrota quando era pretor e, para viabilizar sua campanha, tentou realizar um pesado alistamento entre os romanos. Descontentes com as exigências, uma grande oposição se levantou sob a liderança de seu maior rival político, o tribuno Caio Curiácio, que mandou prendê-lo sob a acusação de negar os privilégios legais dos tribunos contra o alistamento.

### Conquista da Galiza

Mapa da Hispânia em

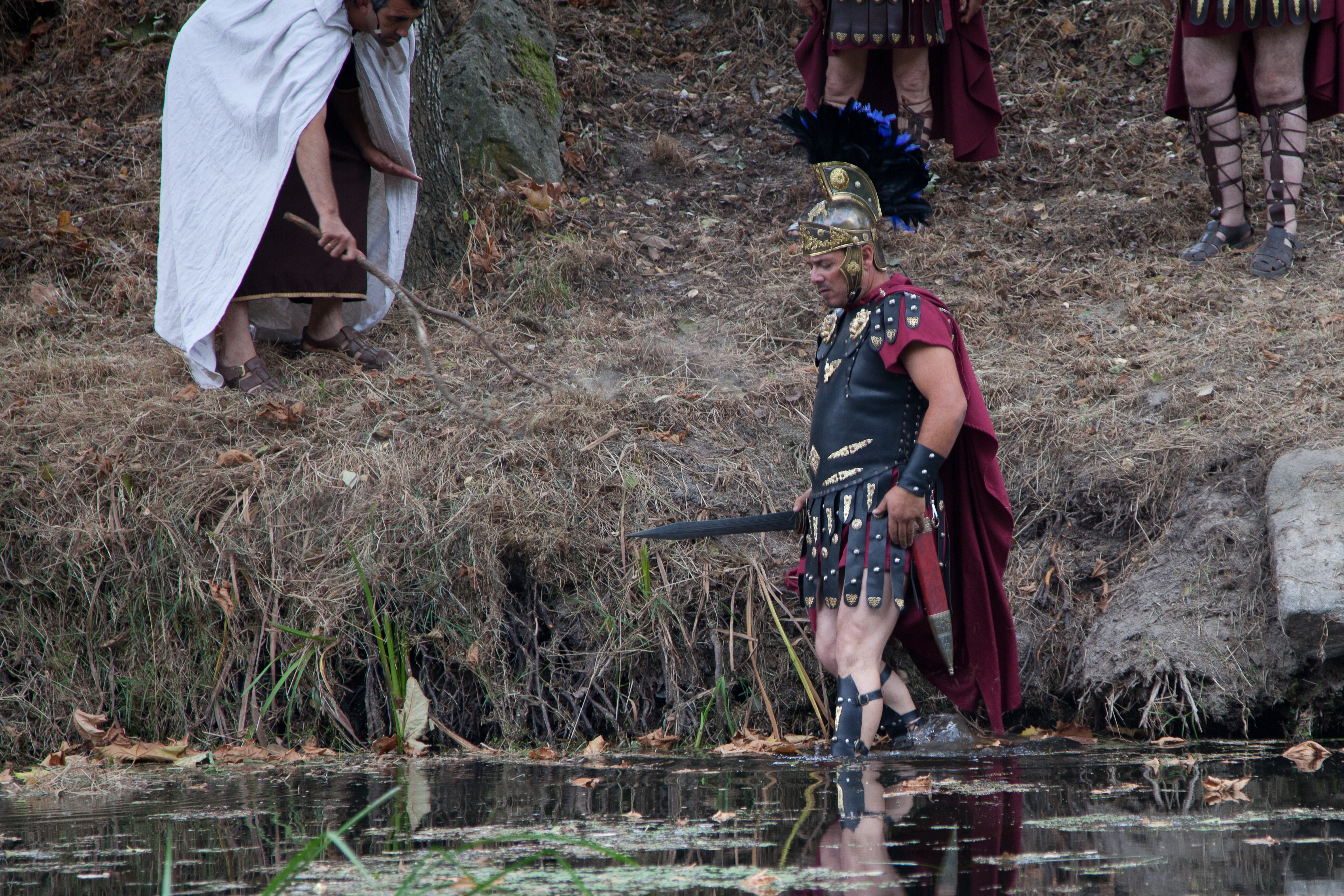
Reconstituição da travessia do rio Lima por Décimo Júnio Bruto

Depois recebeu a província da Hispânia Ulterior, para onde se dirigiu no mesmo ano. Lá, eliminou o que restava da resistência celtibera depois da morte de Viriato no ano anterior, liderada por Tântalo, a cujos soldados cedeu terras depois da derrota na "Cidade dos Valentes", Valentia dos Edetanos, a moderna Valência, próxima, naquela época, da pujante Sagunto.
Como ainda continuava na Lusitânia a atuação de grupos de resistência, Bruto arrasou o território, ocupou diversas cidades e chegou até um rio, que deram o nome de Lete (ou Oblívio), também chamado de rio Límia (Limes ou Bélio), o moderno rio Lima. A partir dali, as tropas se recusaram a avançar, pois acreditavam que aquele era o lendário rio Lete, o rio do esquecimento que, se atravessado, fazia com que a pessoa se esquecesse de sua identidade e sua pátria. Bruto, tomando nas mãos o estandarte de sua legião, cruzou o rio e, da outra margem, chamou um por um os seus soldados pelo nome para convencê-los de que não havia se esquecido de nada e que podiam atravessar para continuar a campanha.
A partir da dali, os romanos avançaram até o rio Mínio (moderno rio Minho), que também foi atravessado, e até a costa do Atlântico, onde os romanos viram, assombrados, o pôr-do-sol no oceano pela primeira vez. Nesta campanha, Bruto submeteu diversas tribos, como os brácaros, que eram os mais belicosos. Derrotou também os galaicos (gallaeci), que tentavam ajudar os vizinhos com um exército de 60 000 guerreiros, uma vitória que lhe valeu o agnome "Galaico".
O trabalho para pacificar completamente a região, porém, foi lento, pois muitas cidades se revoltavam assim que as guarnições romanas partiam, entre elas Talábriga.
Depois da campanha, foi chamado à província da Hispânia Citerior para apoiar o cônsul de 137 a.C., Marco Emílio Lépido Porcina, um parente seu e, a partir dali, em 136 a.C., seguiu para Roma para celebrar um magnífico triunfo sobre galaicos e lusitanos.

## Anos finais
Com o butim amealhado na Hispânia, Bruto construiu templos e outros edifícios públicos que mereceram os elogios do poeta e dramaturgo Lúcio Ácio em verso. Em 129 a.C., serviu com Caio Semprônio Tuditano contra os jápidas. Por sua habilidade militar, conseguiu uma vitória para o cônsul e compensou as derrotas que ele havia sofrendo no começo de sua campanha.
Em 113 a.C., foi nomeado procônsul da Lusitânia com Caio Mário, infligindo duras perdas aos lusitanos.

## Influência
As crônicas do historiador Paulo Orósio narram a campanha de Bruto na Galiza e o poeta Ovídio faz a seguinte referência a esta campanha:
| “ | Naquela época, Bruto tomou como sobrenome o nome de seu inimigo galaico e tingiu de sangue a terra hispânica. | ” |

Bruto inaugurou, com versos de Lúcio Ácio, de quem era patrocinador, o Circo Flamínio em Roma em 133 a.C. para comemorar suas vitórias. Ele era bastante versado em literatura grega e romana, especialmente para a época. Era também bastante habilidoso na oratória. Sabemos, também por Cícero, que ele era um bom áugure. Ele menciona também uma "Clódia" em uma carta a Ático, o que permite supor, com grande probabilidade, que ela seria sua esposa e mãe do cônsul em 77 a.C..